# 岭下乡
岭下乡，是中华人民共和国福建省宁德市屏南县下辖的一个乡镇级行政单位。

## 行政区划
岭下乡下辖以下地区：
岭下村、开源村、横坑村、梅溪村、罗厝村、梨洋村、富竹村、东峰村、上楼村、谢坑村和葛畲村。